# بویز تو پلنت
بویز تو پلنت (انگلیسی: Boys II Planet؛‏ کره‌ای: 보이즈2플래닛) یک برنامه رقابتی واقع‌نمای بقا محصول کره جنوبی در سال ۲۰۲۵ است که توسط ام‌نت ساخته شده است. این برنامه برای نخستین بار در ۱۷ و ۱۸ ژوئیه ۲۰۲۵ ساعت ۲۱:۰۰ (کی‌اس‌تی) از شبکهٔ ام‌نت پخش شد. این مجموعه به‌عنوان دنباله‌ای برای برنامهٔ پیشین بویز پلنت به‌شمار می‌رود.

## پیش‌زمینه و تولید
در ۲۹ ژوئیه ۲۰۲۴، یکی از مسئولان سی‌جی ئی‌ان‌ام اعلام کرد که آن‌ها برنامه‌ای جدید به نام پلنت بی را از طریق شبکهٔ ام‌نت راه‌اندازی خواهند کرد؛ برنامه‌ای که برای نخستین بار روند جذب شرکت‌کنندگان در برنامه‌های بقای کی پاپ را به تصویر می‌کشد. علاوه بر این، تمامی مردان با هر ملیتی که قبل از ۱ ژانویه ۲۰۱۲ متولد شده بودند، واجد شرایط ثبت نام برای شرکت در این برنامه از ۱۰ اوت بودند.
در ۲۶ نوامبر ۲۰۲۴، سی‌جی ئی‌ان‌ام به‌طور رسمی تأیید کرد که فصل دوم برنامه بویز پلنت با عنوان بویز تو پلنت ساخته خواهد شد. در این فصل، دو گروه به‌طور هم‌زمان فعالیت خود را آغاز خواهند کرد. این برنامه قرار بود در سال ۲۰۲۵ پخش شود و به صورت هم‌زمان در کره جنوبی و چین به نمایش درآید.
نخستین مرحلهٔ جذب شرکت‌کنندگان از ۲۲ نوامبر ۲۰۲۴ تا ۲۶ ژانویه ۲۰۲۵ برگزار شد و در این مرحله، درخواست‌هایی از ۱۰۵ کشور دریافت شد. دومین مرحلهٔ جذب نیز از ۳ فوریه ۲۰۲۵ آغاز شد؛ برای نسخهٔ C (چینی) تا ۲ مارس و در هشت شهر آسیایی برگزار شد و برای نسخهٔ K (کره‌ای) تا ۲۳ مارس ادامه داشت.
در ۱۳ مه ۲۰۲۵، شبکهٔ ام‌نت تاریخ پخش برنامهٔ بویز تو پلنت را تأیید کرد: نسخهٔ کره‌ای (K version) در ۱۷ ژوئیه و نسخهٔ چینی (C version) در ۱۸ ژوئیه به نمایش درخواهند آمد. این برنامه با همان سبک و ساختار فصل قبل تولید می‌شود، اما شامل دو برنامهٔ رقابتی مجزا است که به‌طور هم‌زمان و در دو زبان مختلف ساخته و پخش می‌شوند. این پروژه به‌عنوان اولین پروژهٔ دوقلوی بین‌المللی در حوزهٔ کی پاپ شناخته می‌شود؛ به این دلیل که قرار بود هر دو گروه به‌طور هم‌زمان فعالیت خود را آغاز کنند. با این حال، در ۲۳ مه، شبکهٔ ام‌نت اعلام کرد که ساختار برنامه تغییر کرده و به جای مدل دوقلوی آغاز فعالیت، تنها یک گروه واحد تشکیل خواهد شد. افزون بر این، ام‌نت با اشاره به همکاری با شرکای بین‌المللی – از جمله در منطقهٔ چین بزرگ – اعلام کرد که به‌طور فعال در حال بررسی راهکارهایی برای ادامهٔ فعالیت‌های موسیقایی شرکت‌کنندگان فراتر از برنامهٔ تلویزیونی است.
در ۵ ژوئن ۲۰۲۵، شبکهٔ ام‌نت ترکیب مربیان برنامه را اعلام کرد. برای نسخهٔ کره‌ای (Boys II Planet K)، مربیان شامل لی سوک هون، کینکی و کانی هستند و برای نسخهٔ چینی (Boys II Planet C)، مربیان کیم جه جونگ، شیائوتینگ و جی‌ریک خواهند بود. برای اطمینان از آموزش و ارزیابی عادلانه و بدون تعصب، مربیانی از جمله لیم هان بیول، هیولین، بک کو یونگ و جاستیس به‌عنوان مربیان مشترک هر دو گروه K و C فعالیت خواهند کرد. علاوه بر این، اعضای گروه زیروبیس‌وان یعنی سونگ هان بین و ژانگ هائو به‌عنوان مربیان ویژهٔ آیدل، به شرکت‌کنندگان مشاوره و حمایت خواهند داد.
این برنامه به‌صورت زنده در کره جنوبی از طریق شبکهٔ ام‌نت و هم‌زمان در ژاپن از طریق ام‌نت ژاپن و سرویس استریم آبه‌ما پخش خواهد شد. بینندگان در کشورهایی چون کانادا، ایالات متحده، روسیه، سنگاپور، تایلند و ویتنام نیز می‌توانند از طریق پورتال دیجیتال ام‌نت پلاس به صورت جهانی به آن دسترسی داشته باشند. این برنامه همچنین از طریق کانال رسمی یوتیوب آن و پلتفرم تیوینگ نیز در دسترس خواهد بود. توزیع بین‌المللی بیشتری نیز برنامه‌ریزی شده است و انتظار می‌رود مدت کوتاهی پس از پخش در کره، این مجموعه در وبگاه‌هایی مانند ویو، ویکی و آی‌چی‌یی نیز استریم شود. این پلتفرم‌ها مخاطبانی در خاورمیانه، آفریقا، استرالیا، نیوزیلند، تایوان و آسیای جنوب‌شرقی – از جمله کشورهایی مانند سنگاپور، مالزی، اندونزی، تایلند و فیلیپین – را پوشش خواهند داد.